# Мактуб (фильм, 2017)
«Макту́б» (ивр. מכתוב‎, англ. Maktub) — израильский комедийный фильм 2017 года, снятый Одедом Разом по сценарию Гая Амира и Ханана Савьона, двое последних также сыграли в нём главные роли. Фильм был снят при финансовой поддержке «Предприятия кино и телевидения в Иерусалиме» и снимался в Иерусалиме летом 2016 года.
Премьера состоялась 6 сентября 2017 года в рамках четвёртого Дня израильского кино и стала самым просматриваемым фильмом дня: было продано около 23 500 билетов. Фильм оказался одним из крупнейших коммерческих успехов израильского кино во втором десятилетии XXI века: было продано около 570 000 билетов и он вошёл в список 100 самых просматриваемых израильских фильмов всех времен.
Музыкальная тема в исполнении Ханана Бен Ари является кавером на песню Зоара Аргова «Тайна Зодиака».
В январе 2024 года было объявлено, что права на трансляцию фильма проданы Netflix.

## Сюжет
Стив (Ханан Савион) и Чума (Гай Амир) — два гангстера, собирающих дань для своего мафиозного босса. Однажды, когда они вымогали деньги в иерусалимском ресторане, там произошёл теракт и все в ресторане, кроме них, погибли. Воспользовавшись случаем, Стив и Чума забрали чемодан с крупной суммой денег, принадлежавший чеченцу Бальдеру, погибшему во время взрыва.
После этих событий они решили порвать с криминалом и начали помогать людям, которые надеются на помощь Бога, вкладывая записки в Стену Плача. Среди реализованных ими просьб — организация шикарного празднования бар-мицвы для сына небогатой матери-одиночки, помощь неудачнику в карьерном росте и помощь женщине забеременеть. Но Касласи (Ицик Коэн), глава банды, к которой они принадлежат, решает, что они должны снова вернуться к преступной деятельности.
У Стива есть сын Ависар, которого он не признаёт своим, так как ранее проходил обследование и оказался бесплодным, и его бывшая жена Лизо (Чен Амсалем) воспитывает его одна. Чума убеждает Стива признать ребёнка и всячески помогает Лизо (которую любит) в его воспитании от имени Стива. Ависар видит в Чуме отца, а Лизо влюбляется в него. Анализ ДНК показал, что ребёнок действительно принадлежит Стиву, который вылечился от бесплодия народным средством, купленным на рынке Махане-Иегуда. Чума дает это же лекарство женщине, которая мечтает о ребёнке, но её муж бесплоден.
В конце фильма Касласи обнаруживает, что Стив и Чума украли у него деньги, хочет их убить, но в последний момент его телохранитель Цафут (Игаль Наор) спасает Стива и Чуму и убивает Халси. Оказывается, Цафут — муж женщины, которой Стив и Чума помогли забеременеть.

## В ролях
- Гай Амир[ивр.] — Натанель (Чума)
- Ханан Савьон[ивр.] — Стив
- Галь Амитай — Ифтах
- Хен Амсалем[ивр.] — Лизо
- Эдна Блилиус[ивр.] — Брурия
- Ицик Коэн[англ.] — Касласи
- Анастасия Фейн[ивр.] — Дуняша
- Эли Хавив — Мики
- Игаль Наор[англ.] — Цафут